# Grote Scheldeprijs 2016
El Grote Scheldeprijs 2016 va ser la 104a edició del Grote Scheldeprijs. Es disputà el 6 d'abril de 2016 sobre un recorregut de 207,8 km amb sortida i final a Schoten. La cursa formà part de l'UCI Europa Tour amb una categoria 1.HC.
El vencedor final fou l'alemany Marcel Kittel (Etixx-Quick Step), que s'imposà en un ajustat esprint al britànic Mark Cavendish (Dimension Data). El també alemany André Greipel (Lotto Soudal) completà el podi.

## Equips
L'organització convidà a 2w equips a prendre part en aquesta edició del Grote Scheldeprijs.
- equips World Tour: AG2R La Mondiale, Astana Qazaqstan Team, Cannondale, Dimension Data, Etixx-Quick Step, FDJ, Team Giant-Alpecin, Team Katusha, Team LottoNL-Jumbo, Lotto Soudal, Team Sky, Team Tinkoff, Trek-Segafredo
- equips continentals professionals: Bora-Argon 18, CCC Sprandi Polkowice, Cofidis, Direct Énergie, Fortuneo-Vital Concept, Roompot Oranje Peloton, Southeast-Venezuela, Topsport Vlaanderen-Baloise, Wanty-Groupe Gobert

|    | Cilista                 | Equip                  | Temps      |
| -- | ----------------------- | ---------------------- | ---------- |
| 1  | Marcel Kittel (GER)     | Etixx-Quick Step       | 4h 54' 05" |
| 2  | Mark Cavendish (GBR)    | Dimension Data         | m. t.      |
| 3  | André Greipel (GER)     | Lotto Soudal           | m. t.      |
| 4  | Edward Theuns (BEL)     | Trek-Segafredo         | m. t.      |
| 5  | Niccolò Bonifazio (ITA) | Trek-Segafredo         | m. t.      |
| 6  | Danny van Poppel (NED)  | Team Sky               | m. t.      |
| 7  | Nikias Arndt (GER)      | Team Giant-Alpecin     | m. t.      |
| 8  | Wouter Wippert (NED)    | Cannondale             | m. t.      |
| 9  | Dylan Groenewegen (NED) | Team LottoNL-Jumbo     | m. t.      |
| 10 | Daniel McLay (GBR)      | Fortuneo-Vital Concept | m. t.      |